# Kacper Wittelsbach (Pfalz-Zweibrücken)
Kacper, niem. Kaspar von Pfalz-Zweibrücken (ur. 11 lipca 1458 w Veldenz, zm. 1527 w Nohfelden) – książę-palatyn Dwóch Mostów w 1471–1490, z dynastii Wittelsbachów. 
Urodził się jako pierworodny syn Ludwika I Czarnego (1424–1489), hrabiego-palatyna Veldenz oraz Joanny z Croÿ (ok. 1435–1504), córki Antoniego I Wielkiego (ok. 1402–1475), hrabiego Porcien. Miał liczne rodzeństwo. Spośród tych, którzy dożyli wieku dorosłego młodszy brat Aleksander zw. Kulawym (1462–1514) został później hrabią-palatynym Veldenz. Kolejni wstąpili w stan duchowny: Albecht (1464–1513) został kanonikiem w Kolonii i Strasburgu, Filip (1467–1489) proboszczem w Kolonii, Jan (1468–1513) kanonikiem w Kolonii i Strasburgu. Starsza siostra Małgorzata (1456–1527) została wydana za Filipa (1450–1509) hrabia Nassau na Idstein, młodsze Joanna (1459–1520) i Anna (1461–1520) zostały benedyktynkami w Marienbergu koło Boppardu, a Katarzyna (1465–1542), ksieni klasztoru św. Agnieszki w Trewirze, kolejna Elżbieta (1469–1500) poślubiła Jana Ludwika I (1472–1545), hrabiego Nassau na Saarbrücken.
W wyniku postanowienia pokojowego w 1471 otrzymał Palatynat Dwóch Mostów i został oddany pod opiekę palatyna reńskiego Fryderyka I Zwycięskiego. W 1478 osiągnął pełnoletność i powrócił do Simmern Hunsryckiego, aby objąć samodzielne rządy. Po śmierci Ludwika w 1489, zgodnie z wolą ojca dopuścił do współrządów Aleksandra. Już w kolejnym roku młodszy brat uwięził Kacpra w Nohfelden. Doprowadził do uznania go za psychicznie chorego i pozbawienia władzy.
W 1478 ożenił się z Amalią Hohenzollern (1461–1481), córką Albrechta III Achillesa (1414–1486), elektora Brandenburgii i jego drugiej żony Anny Wettyn (zm. 1512), córki Fryderyka II Łagodnego (1412–1464), elektora saskiego. Para nie miała dzieci.